# Tipula argentosigna
Tipula argentosigna är en tvåvingeart som beskrevs av Alexander 1961. Tipula argentosigna ingår i släktet Tipula och familjen storharkrankar. Inga underarter finns listade i Catalogue of Life.